# Kongale, Khanapur
Kongale là một làng thuộc tehsil Khanapur, huyện Belgaum, bang Karnataka, Ấn Độ.